# Révérien Ndikuriyo
Révérien Ndikuriyo (Kayogoro, 1970) es un político y dirigente deportivo burundés, quien se desempeñó como presidente del Senado de Burundi desde agosto de 2015 hasta agosto de 2020.

## Infancia y educación
Nació alrededor de 1970 en la ciudad de Kayogoro en la provincia de Makamba, hizo estudios de ciencias en la Universidad de Burundi entre 1992 y 1995. Luego, debido al estallido de la guerra civil de Burundi, pasa a la clandestinidad hasta 2004.

## Carrera política
Fue gobernador de su provincia natal entre 2004 y 2007 y luego diputado de la Asamblea Nacional de Burundi entre 2007 y 2010 donde fue presidente de la Comisión de Asuntos Políticos, Administrativos y Diplomáticos. En 2010, fue elegido senador.

### Presidente del Senado
El 14 de agosto de 2015, tras las elecciones al Senado de 2015, fue elegido para presidir el Senado de Burundi, siendo votando por unanimidad. A finales de octubre de 2015, en un discurso en idioma kirundi, acerca de los opositores de Pierre Nkurunziza (en el contexto de la crisis política de Burundi de 2015), pregunta a sus seguidores si están listo para «pulverizar» a los manifestantes y a los «trabajadores» (el término está connotado y recuerda al utilizado por las milicias hutus para exterminar durante el genocidio de Ruanda). Estas palabras causaron polémica y preocupación.

## Fútbol
Aficionado del fútbol, dirigió el club Aigle Noir de Makamba. En noviembre de 2013, fue elegido presidente de la Federación de Fútbol de Burundi.

## Vida personal
Es de etnia hutu, está casado y es padre de cinco hijos.